# Lycaena sibiricanus
Lycaena sibiricanus är en fjärilsart som beskrevs av Igor Kozhanchikov 1936. Lycaena sibiricanus ingår i släktet Lycaena och familjen juvelvingar. Inga underarter finns listade i Catalogue of Life.